# Vaikam
Vaikam är en ort i Indien.   Den ligger i distriktet Kottayam och delstaten Kerala, i den södra delen av landet, 2 100 km söder om huvudstaden New Delhi. Vaikam ligger 11 meter över havet och antalet invånare är 22 807.
Terrängen runt Vaikam är mycket platt. Runt Vaikam är det mycket tätbefolkat, med 1 177 invånare per kvadratkilometer. Närmaste större samhälle är Cherthala, 9,5 km sydväst om Vaikam. Trakten runt Vaikam består huvudsakligen av våtmarker.